# Cedar Grove (Indiana)
Cedar Grove es un pueblo ubicado en el condado de Franklin, Indiana, Estados Unidos. Tiene una población estimada, a mediados de 2022, de 148 habitantes.

## Geografía
La localidad está ubicada en las coordenadas 39°21′21″N 84°56′13″O / 39.35583, -84.93694 (39.355949, -84.937076). Según la Oficina del Censo de los Estados Unidos, tiene una superficie total de 0.41 km², de los cuales 0.39 km² corresponden a tierra firme y 0.02 km² están cubiertos de agua.

## Demografía
Según el censo de 2020, en ese momento había 150 personas residiendo en la localidad. La densidad de población era de 384.62 hab./km². El 98.67% de los habitantes eran blancos, el 0.67% era de otra raza y el 0.67% era de una mezcla de razas. Del total de la población, el 0.67% era hispano o latino.